# Sophie Leifhelm
Sophie Leifhelm geb. Hennicke (* 30. November 1890 in Graz; † März 1945 in Ravensbrück) war eine österreichische kommunistische Schriftstellerin, Widerstandskämpferin gegen die deutschen Besatzer und Opfer des Naziregimes.

## Leben
Sophie Hennicke hatte 1917 den Soldaten Hans Leifhelm geheiratet und wurde mit ihm die Mutter ihrer Tochter Elfriede (1917–1997). Zusammen mit ihrem Mann betätigte sie sich in der politischen Arbeit der Sozialdemokratischen Partei Österreichs (SPÖ). Im Jahre 1934 trennte sie sich von ihrem Mann und engagierte sich für die „Rote Hilfe“. Im Jahre 1938 siedelte sie nach Wien über. Hier bekam sie eine Anstellung in der Auslandsbriefprüfstelle der Wehrmacht. Im Jahre 1943 wurde sie wegen ihrer kommunistischen  Betätigung festgenommen und am 11. Januar 1944 von der Gestapo Wien erkennungsdienstlich behandelt. Über die Zwischenstation Leipzig wurde sie am 12. Juli 1944 in das KZ Ravensbrück deportiert. Im März 1945 endete dort ihr Leben mit 54 Jahren.